# Euxoa xanthophila
Euxoa xanthophila är en fjärilsart som beskrevs av Karl Schawerda 1928. Euxoa xanthophila ingår i släktet Euxoa och familjen nattflyn. Inga underarter finns listade i Catalogue of Life.